# Schwanz (Vogel)

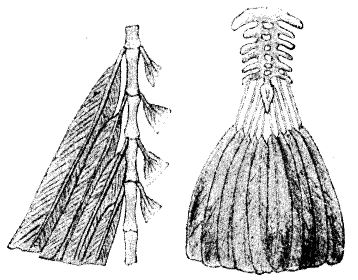
Links: der reptilienartige Schwanz von Archaeopteryx.
Rechts: der Schwanz eines modernen Vogels (Pygostylia). Die letzten Schwanzwirbel sind zu einem Pygostyl fusioniert.

Der Vogelschwanz wird im Skelett der Vögel (Aves) durch den Endabschnitt der Wirbelsäule und die Schwanzfedern gebildet. Im Verlauf der Evolution der Vögel hat sich die Schwanzwirbelsäule verkürzt und die letzten Wirbel sind zum Pygostyl verschmolzen, der die stabile Unterlage für die Schwanzfedern bildet.
Der Schwanz übernimmt die Rolle der Flugsteuerung und ist daher sehr beweglich. So kann beispielsweise der Mauersegler (Apus apus) als Flugakrobat seinen Schwanz zur Verringerung des Luftwiderstandes komplett schließen und für die schnellen Wendemanöver wie eine Schere wieder öffnen. Je kleiner das Verhältnis von Flügelfläche zu Gewicht, desto mehr Steuerfedern werden benötigt die Flugbahn zu halten. Bei den europäischen Vogelarten variiert die Anzahl der Schwanzfedern zwischen zehn (typische Vertreter sind Mauersegler oder Seidensänger Cettia cetti) und 24 (beim Höckerschwan Cygnus olor). Ein überdurchschnittlich langer Vogelschwanz verbessert die Manövrierfähigkeit, zum Beispiel bei Verfolgung oder Flucht.
Oftmals wird der Schwanz auch für Drohgebärden, Balz oder Imponiergehabe genutzt. Bekannte Beispiele sind das Rad des Pfaus oder das des Auerhahns zum Imponieren. Das für die Bekassine (Gallinago gallinago) charakteristische Geräusch beim Balzflug entsteht durch Vibrationen und Zucken der Schwanzfedern.
Der Schwanz dient in der Feldornithologie nicht selten als Bestimmungsmerkmal für schwer unterscheidbare Arten. Oft ist die Färbung dabei ausschlaggebend, manchmal aber auch Länge und Form der einzelnen Schwanzfedern. Ebenso lässt sich oft aufgrund von Farbvariationen das Alter des beobachteten Vogels daraus ableiten.